# Wiktoria Gabor
Wiktoria Gabor (Hamburg, 2007. július 24. – ) lengyel énekesnő. A 2019-es Junior Eurovíziós Dalfesztivál győztese, aki Lengyelországot képviselte Gliwicében Superhero című dalával. A Junior Eurovíziós Dalfesztivál előtt részt vett a The Voice Kids lengyel változatának második évadában.

## Élete
Wiktoria Gabor 2007-ben született Németországban. Születése után családjával Lengyelországba költöztek, majd később az Egyesült Királyságban is éltek. Hat évre rá végleg visszaköltöztek Lengyelországba, Krakkó Nowa Huta városrészébe. Wiktoria Gabornak van egy négy évvel idősebb nővére, Melissa, aki zeneszerző és dalszövegíró.

## Zenei karrierje
Wiktoria Gabor 2018 végén részt vett a lengyel The Voice gyermek változatában, ahol egészen a döntőig jutott. A meghallgatáson Katy Perry Roar című dalát adta elő, amelyre mindhárom mester megfordult. Wiktoria Gabor végül Tomson & Baron csapatát erősítette. A verseny döntőjében holtversenyben a második helyen végzett. A tehetségkutató döntőjében bemutatta debütáló dalát, amely a Time címet viseli. Ugyanebben az évben szerepelt a Szansa na Sukces nevű junior eurovíziós lengyel nemzeti döntőben. A háromfordulós selejtező második részében mutatta meg tehetségét. A hét résztvevős adásban sikerült kvalifikálnia magát a 2019. szeptember 29-én megrendezett döntőre, amelyet végül megnyert Superhero című dalával, így ő képviselte a rendező országot a gliwicei versenyen. Dala a környezetvédelemről szól.
A dal a Junior Eurovíziós Dalfesztivál döntőjében, november 24-én hangzott el.  A Superhero végül tizenegyedikként csendült fel a döntőben, a kazak Erjan Maksım Armanyńnan qalma című dala után, és a walesi Erin Mai Calon yn Curo című dala előtt. A lengyel dalt a nemzeti zsűrik 112 ponttal a 2. helyre sorolták, a nézői szavazáson 166 ponttal az 1. helyen végzett, így összesítve 278 pontot szerzett és ezzel egymás után másodjára szerezte meg Lengyelország a győztes pozíciót. Ez volt az első olyan alkalom, hogy egy ország egymás után nyerte meg a dalversenyt, illetve az első olyan alkalom, hogy a rendező ország került ki győztesnek.
2024-ben ő hirdette ki a lengyel szakmai zsűri pontjait az Eurovíziós Dalfesztiválon.

## Diszkográfia

### Nagylemezek
- Getaway (Into My Imagination) (2020)

### Kislemezek
- Time (2019)
- Superhero (2019)
- Getaway (2020)
- Forever and a Night (2020)
- Wznieść się chcę (2020)
- Afera (2020)
- Moonlight (2021)
- Toxic Love (2021)
- Napad na serce (2022)
- Could Be Mad (2022)
- So What (2022)
- Barbie (2022)
- Stop Playing Games (2023)
- Daj mi znak (2024)
- Wizja (2024)
- Kiss and Fly (2024)
- Usuń strach (2024)

### Feldolgozások
- What Christmas Means To Me (2019)
- Silent Night (2019)
- Cicha Noc (2019)

### Közreműködések
- Ramię w ramię (2019, Kayah)